# خيطان الجديدة
خيطان الجنوبي أو خيطان الجديد، منطقة من مناطق محافظة الفروانية في الكويت. سميت بهذا الاسم نسبة إلى خيطان. وهى جزء من منطقة خيطان او أبرق خيطان الواقعة على بعد 10 كيلومترات جنوب العاصمة مدينه الكويت.
تشير المعلومات إلى أنَّ المنطقة قد تكون بمثابة منطقة إضافية واسعة لمنطقة أبرق خيطان. والتي بدأ عمرها الاسكاني منذ منتصف عقد 1950، حيث قسمت وقتها إلى أربعة قطع رئيسية وهي القطعة الأولى والتي تضمن «نادي خيطان» بالإضافة إلى مساكن عديدة قامت الحكومة بانشائها للموظفين في فترة السبعينات (تُعرف الآن بقطعة ثلاثة)، ثم القطعة رقم 2 والتي تضم مجموعة عمارات سكنيَّة استثمارية أقامت فيها العديد من العائلات من الجنسيات العربية خلال عقد 1980 (تعرف بقطعة رقم 4 حاليًا)، ثُمَّ يأتي الجزء المتمثل في القطعتين ذات رقمي ثلاثة وأربعة وكلاهما مُصمم على الطراز العربي حيث تكتظ القطعة رقم 4 (قطعة 1 حاليًا) بالاعداد المتزايدة من الجالية المصرية مع غيرهم من الجاليات الآسيوية، وبالتالي فهي كانت موطن الاحداث السيئة التي حدثت في سنة 1999 والإضافة إلى القطعه رقم 3 (قطعة 2 حاليًا) التي تعتبر قريبه من فندق كراون بلازا في منطقه الفروانيه المجاوره .
يفصلها من أبرق خيطان شارع سالم بن عبد الله المزين أو مايعرف بـ«شارع النادي». وبرز الجزء الجنوبي من المنطقة وهو ما كان يطلق عليه شعبيا بمنطقة خيطان الجديدة أواخر الستينات واوائل السبعينات 